# Amílcar Cabrals internationella flygplats
Amílcar Cabrals internationella flygplats (IATA: SID, ICAO: GVAC) , även känd som Sal International Airport, är belägen på ön Sal på Kap Verde. Det är också landets största flygplats och var den enda som hade internationell flygtrafik fram till 2005. Flygplatsen byggdes redan 1939 av italienare, som använde flygplatsen för att tanka sina flygplan på väg mot Sydamerika, och är uppkallad efter den revolutionära ledaren Amílcar Cabral. Sal är huvudnavet för det nationella flygbolaget, Cabo Verde Airlines och fungerar som bas för transportören Cabo Verde Express. Denna flygplats var också en av NASA:s platser för en reservanläggning för att hantera rymdfärjan efter att ha återgått från omloppsbana.

## Historik
Den första flygplatsen på Sal Island byggdes 1939 av Italien, som en plats för tankning och försörjning på rutter från Europa till Sydamerika. Den första flygningen, en ankomst från Rom och Sevilla, skedde den 15 december 1939, men som en konsekvens av andra världskriget upphörde det italienska engagemanget i flygplatsprojektet. Efter andra världskriget köpte den portugisiska kolonialregeringen flygplatsen av Italien och 1949 var flygplatsen fullt fungerande. År 1950 började DC-4-tjänsten på Alitalia på en rutt mellan Rom - Sal - Buenos Aires – Caracas men 1961 gjorde jettrafiken (en DC-8) på rutten stoppet vid Sal onödigt, och internationell trafik avbröts.
Mellan 1960 och 1967 var Sal ett stopp för Voo da amizade (Vänskapsflyget), en dedikerad tjänst mellan Brasilien och Portugal. Det drevs från 1960 till 1965 av Panair do Brasil och från 1965 till 1967 av TAP-Transportes Aéreos Portugueses och Varig. Endast brasilianska och portugisiska medborgare eller utlänningar med permanent uppehållstillstånd i Brasilien eller Portugal kunde köpa biljetter till dessa flyg, som var extremt populära på grund av deras låga priser. Vid denna tidpunkt var Kap Verde en portugisisk utomeuropeisk provins och därför en del av Portugals territorium.
Från 1963 till 1975 installerades det portugisiska flygvapnets transitflygfält nr 1 (AT1, Aeródromo de Trânsito n.º 1) på Sal-flygplatsen. AT1 stödde de militära flygförbindelserna mellan det europeiska Portugal och de portugisiska afrikanska provinserna, samt fungerade som operativ bas för de maritima patrullflygplanen som emellanåt utplacerades i Kap Verde.
Från och med 1967 användes Sal som tankstopp av South African Airways, för flyg till och från Europa, sedan SAA nekats landningsrättigheter av de flesta afrikanska länder på grund av den internationella bojkotten av apartheid. År 1983 körde SAA 13 tur- och returresor per vecka mellan Sal och Johannesburg och använde ön som stopp för sina Boeing 747-tjänster till New York, Houston, London, Bryssel och Amsterdam. På ön genomförde så många som 36 SAA-flygningar per vecka i mitten av 1980-talet, men detta antal minskade dramatiskt efter införandet av amerikanska sanktioner 1987. År 1996 stannade endast ett SAA-flyg per vecka vid Sal (trafik mellan Johannesburg och New York). Sal användes senare som bränslestopp på SAA:s Atlanta-tjänst med start 2003. SAA:s sista flygning till Atlanta var den 1 juli 2006.
Aeroflot använde Sal som stopp på sina Il-62-tjänster från Moskva och Budapest till Dakar och Conakry i slutet av 1970-talet. Cubana drev också Il-62:er på rutten Havanna-Sal-Luanda-Maputo i början av 1980-talet, och rutten Havanna-Sal-Bissau-Luanda i slutet av 1980-talet.
År 1985 började TACV trafikera Boston, Massachusetts med en McDonnell Douglas DC-10 från LAM Mozambique Airlines. Boston är platsen för det största kapverdiska samhället i USA. TACV-flyg till Boston har sedan flyttats till Praia International Airport. Andra internationella destinationer är Amsterdam, Lissabon, Luxemburg, Madrid, Paris och Porto. Inhemska destinationer är Santiago och São Vicente.
Sedan 2017 har Sal varit ett stopp för tankning två gånger i veckan för South Atlantic Air Bridge-tjänsten som drivs av Air Tanker mellan Storbritannien och Falklandsöarna. Detta var ett tillfälligt arrangemang tills banan på Ascension Island är reparerad 2020.

## Faciliteter

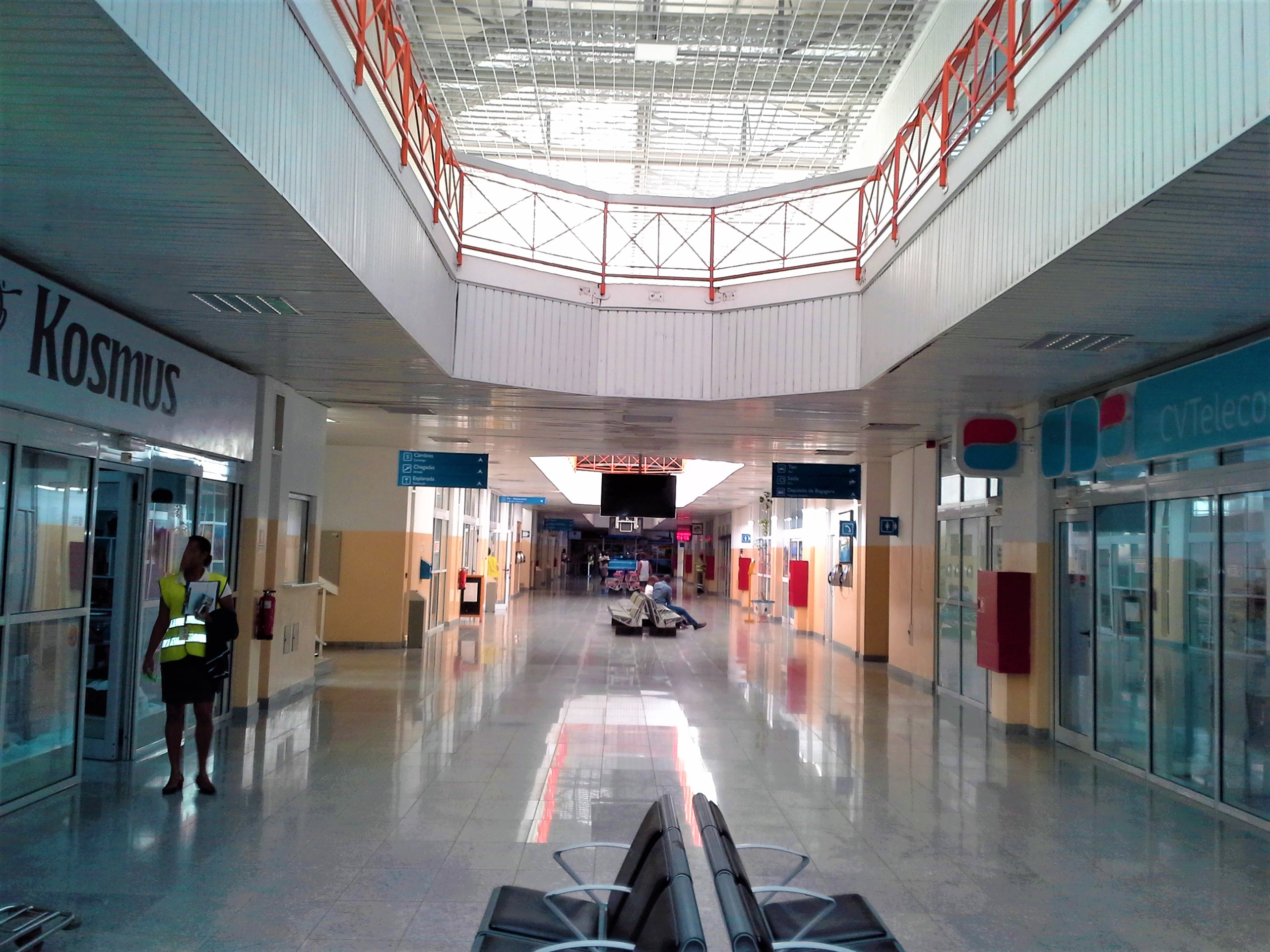
Sal Airport terminal

### Terminal
Amílcar Cabral har en terminal. Det är en tvåvåningsbyggnad som innehåller inchecknings-, vänte- och ankomstområden, samt shopping, bank och passagerartjänster. På andra våningen finns flygplatsverksamhet och flygbolagskontor. Det finns fyra portar, och bussar (Cobus 3000s) används för att transportera passagerare till flygplansplatserna.
Cabo Verde Express har sitt huvudkontor i Concourse Hall. De två taxfreebutikerna tillsammans med förfriskningar, butikskiosker och rökområden utomhus ligger efter säkerhetsskanning och passkontroll, i anslutning till de sex avgångsportarna.

### Landningsbanor
Flygplatsens huvudbana är 3 272 m lång och är den längsta i Kap Verde. Den används för långdistansflygningar. Det var också en av de utsedda nödlandningsbanorna för USA:s rymdfärja. Den andra banan är 1 500 m lång och användes av små flygplan. Den är nu avstängd för trafik.